# Західний Фолкленд
Західний Фолкленд — острів у складі архіпелагу Фолклендські острови, розташованого в південній частині Атлантичного океану. Один з двох основних островів архіпелагу і другий за площею після острова Східний Фолкленд.
Територія становить 4532 км²; довжина берегової лінії — 1258,7 км.
Східна частина острова — більш горбиста: гряда Хорнбі простягнулася з півночі на південь вздовж Фолклендської протоки. Найвища точка острова — гора Адам, висота якої становить 700 м над рівнем моря [3]. Друга за висотою гора — Робінсон, має висоту 695 м. 2 основні річки острова — Уаррен і Чартрес.
На острові є колонії пінгвінів, крім того, тут гніздяться баклани.
За даними перепису 2006 року населення острова становить 127 чоловік (дані на 2001 рік — 144 людини). Найбільший населений пункт — Порт-Говард, розташований на східному узбережжі острова. Другий за величиною населений пункт — Фокс-бей, розташований на березі затоки з тією ж назвою, на південному сході Західного Фолкленда.
Основу економіки становить вівчарство.